# Aniridia
La aniridia es una enfermedad del ojo, bilateral y poco frecuente. Si bien aniridia significa ausencia de iris, puede existir un iris rudimentario. Es decir, se presenta hipoplasia (falta de desarrollo) total o parcial del iris y se acompaña de hipoplasia de la fóvea o del nervio óptico, generando un nistagmo congénito sensorial. 
La agudeza visual es del 20 % o más baja. Más tarde en la infancia pueden aparecer cataratas, glaucoma y opacificación corneal por insuficiencia límbica que pueden empeorar la visión.
Puede cursar con otras alteraciones sistémicas más excepcionales como afectaciones renales (tumor de Wilms) o retraso mental. Es una enfermedad congénita y hereditaria producida, mayormente, por deleción del gen PAX 6 del cromosoma 11-p13, que provoca la falta de desarrollo en el globo ocular.

## Generalidades

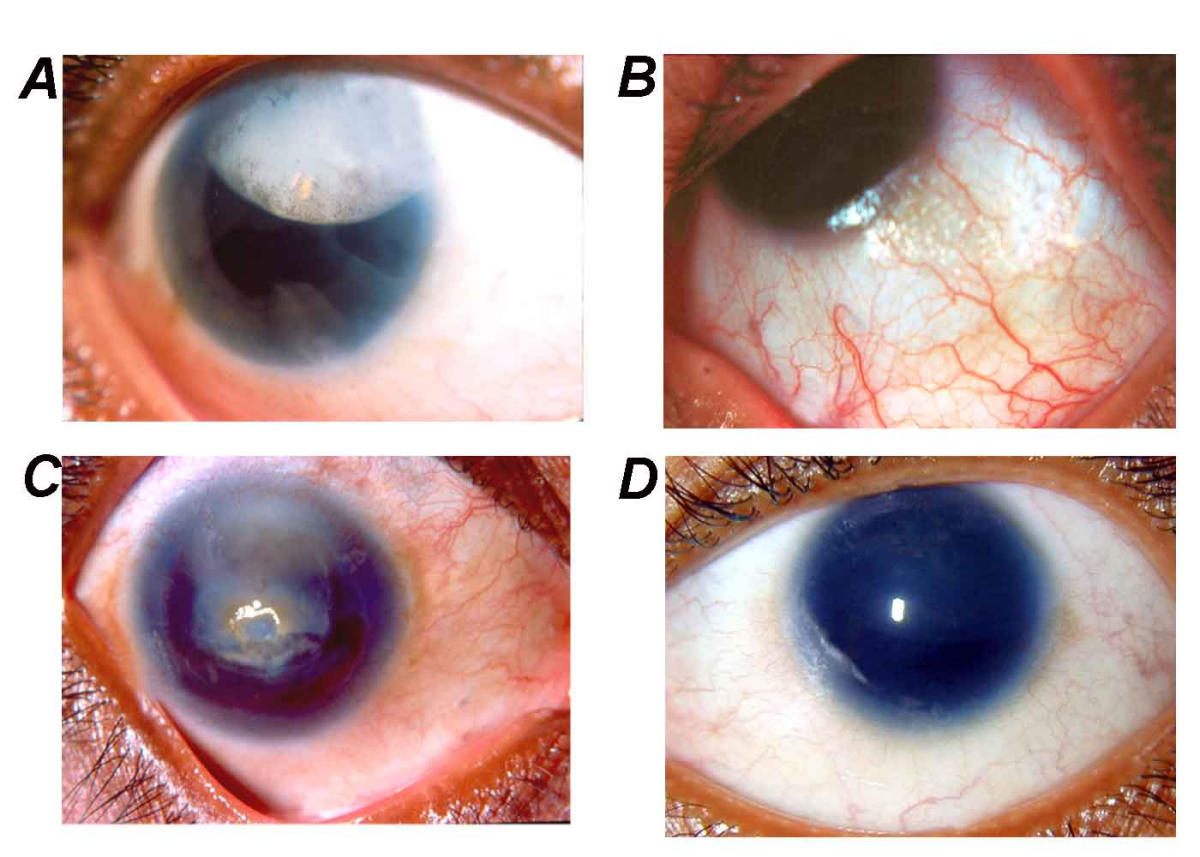
expresión fenotípica de aniridia con mutación de gen PAX6

Aniridia es una palabra de origen griego que significa “sin iris”. Esta enfermedad consiste en un trastorno global del desarrollo del ojo durante el embarazo que conlleva a la falta parcial o total del iris. Se trata de una patología bilateral, si bien la falta de desarrollo en la estructura ocular no es simétrica en ambos ojos. 
La enfermedad fue descrita por Barratta en 1818, quien la denominó irideremia haciendo referencia a su signo más aparente, la falta de iris. Entre los años 1980 y 1990 hubo gran confusión acerca de qué gen producía la aniridia. Aunque en un principio, algunos análisis como el mapeo estimaban que el gen podía localizarse en el cromosoma 2 o el 11, después del reanálisis de pacientes anirídicos fue localizado en el cromosoma 11.  
La aniridia es poco frecuente: afecta a 1:100 000 individuos. Su origen es variable, pudiendo trasmitirse de forma hereditaria siguiendo un patrón de herencia autosómica dominante, o puede surgir de forma esporádica.
El gen responsable es el PAX6, localizado en el brazo corto del cromosoma 11 (11p13), el cual se encarga del correcto desarrollo del globo ocular. Las personas anirídicas tienen una baja visión y fotofobia.

## Clasificación
Según su origen: 
- Aniridia tipo I: es la forma hereditaria. El gen afectado es el PAX6 (11p13)
- Aniridia tipo II: es la forma esporádica de la aniridia. El gen implicado es también el PAX6. Mutaciones en el gen pueden producir anomalías genitourinarias, problemas en el riñón e incluso, discapacidad intelectual. Frecuentemente puede aparecer el Tumor de Wilms conformando así el Síndrome WAGR. En este tipo de aniridia podemos encontrar asociadas algunas alteraciones asociadas como:
  - Queratinopatías (QAA): afecta al 20 % de los anirídicos. Se produce una sequedad ocular y úlceras de repetición.
  - Glaucoma: afecta al 50-75 % de los anirídicos. Consiste en un aumento de la presión intraocular, aunque la presión intraocular (PIO) de una persona con Aniridia hay que evaluarla teniendo en cuenta el mayor grosor de la córnea de estos pacientes, pues este hecho puede desvirtuar la medición de la PIO.
  - Cataratas congénitas: afecta al 50 % de los anirídicos.
  - Hipoplasia macular y foveal.
  - Nistagmos: oscilación involuntaria y rítmica de los ojos.

## Causas
Los pacientes con aniridia presentan alterado el gen PAX6. Su localización exacta está en el cromosoma 11 banda p13. También se han encontrado enfermos con la Anomalía de Peter que presentan alteraciones en este gen, el cual presenta una estructura no muy común: 2 dominios de unión al ADN, un dominio emparejado (“paired”) y un homeodominio. Ambos se encuentran separados por una región de enlace. Contiene a su vez una región de activación de la transcriptasa de la proteína PAX6. 
Entre las funciones que regula dicho gen, cabe destacar las siguientes: 
- Unión a proteínas
- Unión a secuencias específicas del ADN
- Presenta factores de transcripción

Los procesos en los que interviene, son variados. Entre ellos, los siguientes: 
- Diferenciación celular
- Desarrollo del sistema nervioso central
- Desarrollo del ojo
- Morfogénesis de órganos como el páncreas, el bulbo olfativo, etc.
- Regulación de la transcripción del ADN
- Percepción visual

Las mutaciones que se pueden encontrar son diversas. Mutaciones intragénicas, las cuales consisten en translocaciones balanceadas entre diferentes cromosomas, entre los que destacan los cromosomas 4, 5, 22 y 11. El resultado de este tipo de mutaciones son proteínas truncadas, con defectos de maduración o proteínas más cortas.
También podemos encontrar deleciones, pérdida de material genético. Este tipo de mutaciones provocan el llamado Síndrome WAGR. (deleción cromosómica 11p12-14), ya que se ve afectado en gen WT1, responsable del Tumor de Wilms, que se encuentra muy próximo al gen PAX6. Dentro de las deleciones encontramos deleciones puntuales.
La estructura del gen está muy bien conservada, podemos encontrar homología entre humanos y ratones. Las mutaciones del PAX6 en roedores producen un fenotipo de ratón de ojo pequeño, ratón Sey (Small eye) y en Drosophila producen la ausencia de ojo.
En vertebrados podemos encontrar 2 isoformas de la proteína que deriva del PAX6, cuya diferencia se encuentra en la presencia del exón 5.ª (e5a), el cual codifica para 14 animoácidos adicionales. Este exón es imprescindible para la formación del iris, lo cual podría sugerir que esta evolución de la isoforma con esa contribuyó aportando las características del ojo avanzado de vertebrados.

## Diagnóstico
El primer diagnóstico es visual, ya que el recién nacido cierra los ojos en presencia de luz (fotofobia). Éste es el principal signo de los afectados por esta enfermedad.
El oftalmólogo debe revisar y determinar la gravedad así como las posibles alteraciones asociadas. Una vez diagnosticado, el paciente debe acudir a revisiones oftalmológicas anuales y se debe  someter a los menores hasta los ocho años (si no se ha descartado la predisposición a tumor de Wilms a través de estudio genético) a controles nefrológicos  mediante ecografías renales cada dos /tres meses.
Las pruebas para un correcto diagnóstico son varias:
- Bandeo cromosómico.
- FISH.
- Exámenes de ultrasonido renal.
- Imágenes del abdomen y cerebro.

## Tratamiento
En la actualidad, no existe un tratamiento que englobe todos los síntomas de la aniridia, por lo que hay que tratar cada síntoma individualmente.
El primer paso, y en el caso de recién nacidos, se prescribe la estimulación y atención tempranas. Posteriormente, están indicadas las ayudas optométricas (gafas) para mejorar la calidad de visión. También existen tratamientos farmacológicos para subsanar las queratinopatías (ojo seco) y el glaucoma. En el caso de ojo seco se pueden suministrar sueros enriquecidos con factores de crecimiento epitelial (sustancia P) y diferenciación de las células de la córnea, así como lágrimas   artificiales sin conservantes a demanda. Para el glaucoma, fármacos que disminuyen la presión intraocular.
Algunos afectados, recurren a la cirugía. Existen varias intervenciones dependiendo del síntoma que presenten: 
- Operación de cataratas.
- Trabeculectomía: creación de una válvula de drenaje en el ojo para la salida de humor acuoso.
- Implantación de una lente intraocular (lente de Morcher) para la reducción de la fotofobia.

En los casos más graves, con daños en la superficie ocular, se recurre a trasplantes de córnea y de membrana amniótica (TMA). Este último tiene ventajas clínicas y mejora la matriz extracelular de las células limbares. Al tratarse de una enfermedad bilateral, no se pueden hacer autotrasplantes por lo que hay que recurrir a familiares con una alta compatibilidad HLA o a donantes cadáveres. Los injertos que provienen de familiares reducen el riesgo de rechazo, pero estos son de menor tamaño. Por otro lado, los injertos procedentes de cadáveres son de mayor tamaño, pero el riesgo de rechazo es mayor. Si se produjera un rechazo se debe recurrir a ayudas optométricas: telescopio, microscopio, lupa y tele-lupa.
Las intervenciones quirúrgicas en pacientes con Aniridia deberían ser la última opción, hay que pensar siempre en una mejora posterior. Las soluciones con objetivo estético, como implantación de iris artificial, no suelen tener resultados positivos. Un ojo con Aniridia es muy complejo y, normalmente, es muy delicado arriesgar una agudeza visual muy mermada a cambio de una promesa de mejora sin garantías reales.